# Gunnar Asther
Gunnar Asther   (Malmö, 4 de març de 1892 - 28 de febrer de 1974) va ser un regatista suec que va competir durant la dècada de 1930.
El 1932 va prendre part en els Jocs Olímpics de Los Angeles, on va guanyar la medalla de bronze en la categoria de Classe Star del programa de vela. Asther navegà a bord del Swedisk Star junt a Daniel Sundén-Cullberg.